# Элязыг (ил)
Элязыг (тур. Elâzığ [eˈlazɯː], арм. Խարբերդ [Харберд]) — ил на востоке Турции.

## География
Ил Элязыг граничит с илом Бингёль на востоке, Диярбакыр на юге, Малатья на западе и на севере с Тунджели.
Ил Элязыг лежит на высоте 1060 м. Территория ила составляет 9181 км², из которых 826 км² — водохранилища. Самые крупные из них — Кебанское и Каракайское водохранилища в русле Евфрата, Кралкызское водохранилище в русле Тигра и Озлюджское водохранилище на Пери. Озеро Хазар — самое крупное естественное водохранилище, занимает территорию 86 км².

## История
Город Элязыг сравнительно молодой по сравнению с историей самого региона. Руины первых поселений относятся к 5000 г. до н. э.
В конце третьего — начале второго тысячелетий до н. э. примерно на территории современного турецкого ила находилось хурритское государство Алше.
Хетты называли эту область Иззува. Между XII и VII веками до н. э. Элазыг принадлежал государству Урарту. К этому периоду относятся крепости Палу и Харпут. После формирования армянской государственности входил в состав Великой Армении при Ервандидах, Арташесидах, Аршакидах, Багратидах. Армянское название города — Харберд.
В 1085 году город принадлежал турецкой династии Чубук-огуллары. В 1234 году Элязыг сдался сельджукам. Уже в 1243 году регион завоевала монгольская династия Ильханов Персии. В 1465 году здесь владычествовали туркменские племена Ак-Коюнлу, а с 1516 года — османы. В 1834 году центральным городом провинции стал вместо Харпута город Элязыг. Османское владычество имело тяжелые последствия для армянского населения Харбердского вилайета. Ещё в XVI—XVIII вв. тысячи армян Акна, Арабкира и Дерсима были насильственно обращены в магометанство и к XX веку уже потеряли свою национальную самобытность. Во время погромов 1894—96 в Акне было истреблено 4000, в Арабкире — 2800, в Малатии — 3000 армян. До основания были разрушены сотни населенных пунктов, часть которых (в частности, в Малатийском санджаке) полностью лишилась своего армянского населения. В результате всего этого, в 1912 число армян в Харбердском вилайете, по данным Константинопольского армянского патриаршества, составило 204 тыс. человек (в 1880-х гг.—270 тыс.). В годы Геноцида армян в Османской империи 1915 подавляющее большинство армян Харбердского вилайета, в том числе и Элязыга, было депортировано и истреблено. В 1921 здесь оставалось всего около 35 тыс. армян, которые впоследствии, не выдержав продолжавшихся гонений, в большинстве своем покинули родные места.
С 1921 года Элязыг стал провинцией Турции. До 1937 года город и провинция назывались Мамурет-эль-Азиз (город, построенный Азизом), в честь основателя города, османского султана Абдул-Азиза.

## Население
Население — 569 616 жителей (2009). Национальный состав: курды-заза, курды (носители курманджи) и турки.

## Административное деление
Ил Элязыг разделён на 11 районов:
1. Агын (Ağın)
2. Аладжакая (Alacakaya)
3. Арыджак (Arıcak)
4. Баскиль (Baskil)
5. Элязыг (Elâzığ)
6. Каракочан (Karakoçan)
7. Кебан (Keban)
8. Кованджылар (Kovancılar)
9. Маден (Maden)
10. Палу (Palu)
11. Сивридже (Sivrice)

## Достопримечательности
- крепости Харпут, Хестек и Палу;
- церковь Мерьем-Ана (Богоматери Марии) и монастырь Сурпа Кевоса;
- медресе Юсуфа Зии-паши;
- мечети: Харпут и Палу, Эсадие (Асланлы), Шара Хатун, Куршунлу, Ага, Ахмед-бей, Аладжалы;
- караван-сараи Денизли, Гаджи Ибрагим-шаха и Вакыф-хана, постоялый двор Мурата IV;
- мост Карамара;
- озеро Хазар и водохранилище Кебан;
- места для отдыха в лесу Сафран;
- мечети и усыпальницы Ахи-Мусы и Джемшит-бея;
- музей археологии и этнографии в Элязыге,
- городской музей в Харпуте,
- горнолыжный курорт Сивридже-Хазарбаба.